# 锥扇蛛
锥扇蛛（学名：Zilla conica）为园蛛科扇蛛属的动物。在中国大陆，分布于浙江、江西、湖南等地。该物种的模式产地在湖南。